# الأزمة السياسية التونسية 2013–14

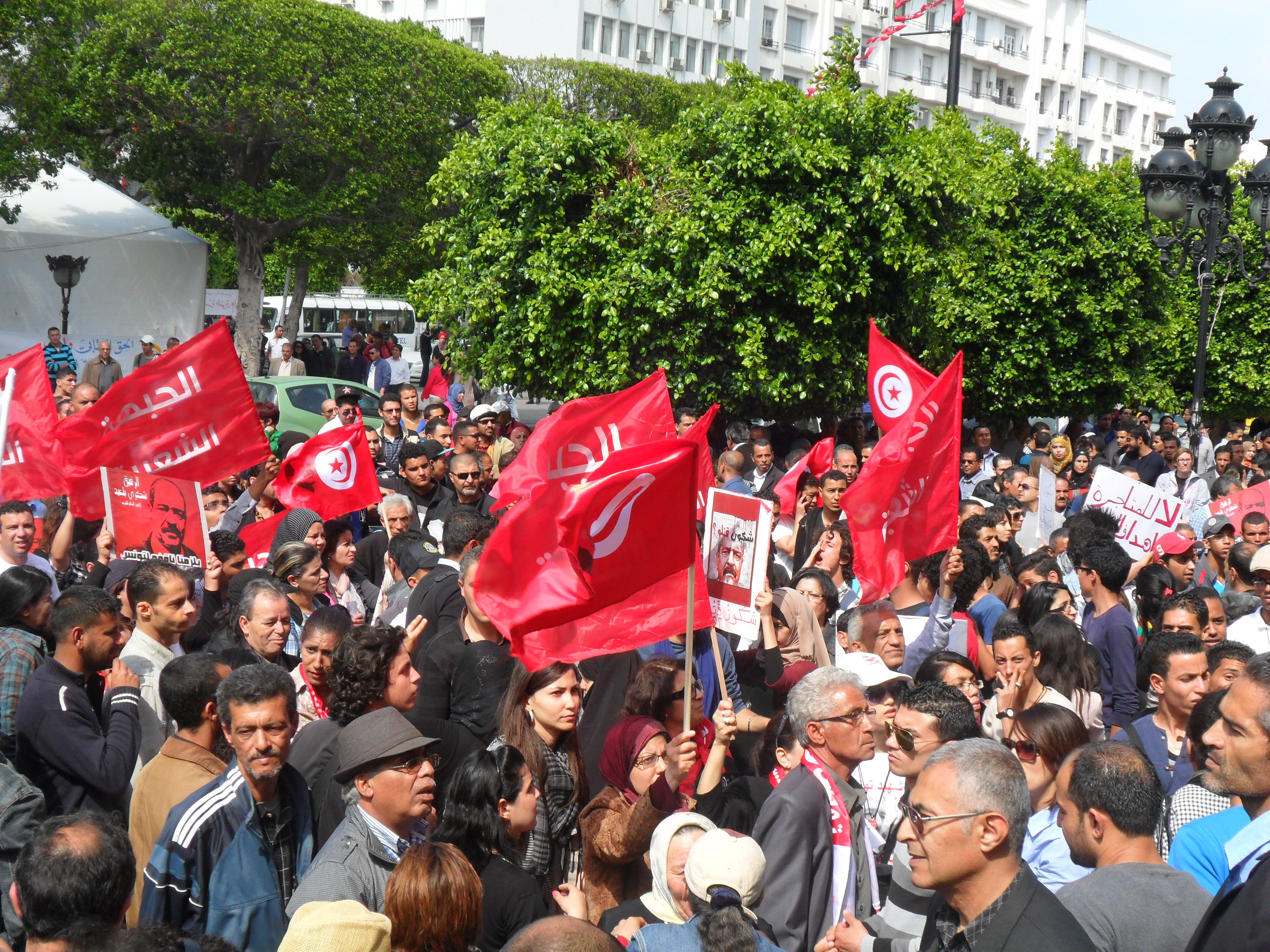

الأزمة السياسية التونسية 2013 عقب اغتيال محمد براهمي تتمثل في اعتصام الرحيل أمام المجلس الوطني التأسيسي خاصة المطالبة برحيل الحكومة وحل المجلس التأسيسي وتواصل أحداث جبل الشعانبي وحوادث أمنية أخرى عقب اغتيال السياسي وعضو المجلس الوطني التأسيسي محمد براهمي.

## الأزمة الأمنية
تعقبت قوات الأمن الوطني والجيش في 10 أوت في منطقة واد الحطب في معتمدية فوسانة ثلاثة مسلحين ولم تتوفر أنباء عن نتيجة التعقب.
- 12 أوت: جرح عونين من الحرس الوطني جروحا خفيفة في تبادل إطلاق نار مع مجموعة إرهابية مسلحة أثناء محاصرة قوات الحرس الوطني للمركز الحدودي للحرس الوطني بمنطقة الطباقة التابعة لفم الظفا في ولاية القصرين. ونقلوا للمستشفى الجهوي بالقصرين.[2]
- 23 أوت: قبضت قوات الأمن على خمسة عناصر إرهابية بتونس العاصمة وعثرت أثناء مداهمتها لمنازلهم على وثائق تدل على تخطيطهم لاغتيال سياسيين معارضين.[3]
- 28 أوت: أظهرت وزارة الداخلية التونسية صورة لمحمد الخياري والذي قالت أنه عضو في جماعة أنصار الشريعة واتهمته أنه كان ينوي رفقة عناصر أخرى اغتيال رئيس المجلس الوطني التأسيسي مصطفى بن جعفر والشاعر الصغير أولاد أحمد.[4][5] وقال مدير الأمن العمومي مصطفى بن عمر أن كمال القضقاضي عدّل قائمة الاغتيالات لتضم الإعلاميان نوفل الورتاني وسفيان بن فرحات وقال أيضا أن النائب في المجلس التأسيسي عن حزب حركة النهضة عامر العريض شقيق رئيس الحكومة علي العريض كان المستهدف الثاني بعد اغتيال محمد براهمي وأضاف أن هناك مؤسسات صناعية على القائمة.[6]

## جهود حل الأزمة السياسية
والتقى الرئيس التونسي المؤقت المنصف المرزوقي في 5 أوت كلاّ من الباجي قايد السبسي رئيس حزب حركة نداء تونس وعبد الرؤوف العيادي رئيس حركة وفاء وحامد القروي الوزير الأول التونسي السابق ومنصور معلى الوزير السابق وذلك لسماع مقترحاتهم حول سبل حل الأزمة. وألقى رئيس المجلس الوطني التأسيسي مصطفى بن جعفر خطابا في 6 أوت أعلن فيه تعليق أعمال المجلس التأسيسي.